# Zimelidine
Zimelidine of zimeldine was het eerste antidepressivum uit de groep van selectieve serotonine-heropnameremmers (SSRI's) dat in de psychiatrie werd gebruikt; de term SSRI zou men overigens pas later gaan gebruiken.
Het middel was begin jaren 1970 ontwikkeld door de Zweedse chemicus en Nobelprijswinnaar Arvid Carlsson en medewerkers voor het bedrijf Aktiebolaget Hässle uit Göteborg, dat kort daarna door Astra werd overgenomen. Ze gingen in hun onderzoek uit van het antihistaminicum broomfeniramine. Nadat er een octrooi op verkregen was noemde Astra de stof zimeldine. Ze kwam in 1982 in Europa op de markt onder de merknaam Zelmid. Maar het middel bleek in sommige gevallen het syndroom van Guillain-Barré te veroorzaken, en in 1983 werd het wereldwijd uit de handel genomen. Het werd opgevolgd door fluvoxamine en fluoxetine (afgeleid van het antihistaminicum difenhydramine) en de andere SSRI's.